# Aleksandar Zograf
Saša Rakezić (ur. 7 sierpnia 1963 w Pančevie, Serbia), znany jako Aleksandar Zograf – serbski rysownik, twórca komiksów. Organizator sceny podziemnego komiksu w swoim rodzimym Pančevie oraz ważna postać komiksu niezależnego na świecie.

## Życiorys
Zograf zaczął publikować komiksy w serbskich gazetach w 1986 roku. Jest aktywny na międzynarodowej scenie komiksu od wczesnych lat dziewięćdziesiątych, kiedy jego prace zaczęły pojawiać się w Europie Zachodniej, a następnie w USA. W 1998 stworzył pracownię komiksową w kuchni swojego domu. Nosząca nazwę Kuhinja (Kuchnia) stała się ważnym miejscem twórczym dla środowiska artystów komiksowych i pozwoliła na rozwijanie się lokalnej sceny komiksowej w Pančevie między innymi przez coniedzielne spotkania twórców z jego miasta, oraz z pobliskiego Belgradu. 
Wśród artystów należących do grupy znajdują się takie osoby jak: Vuk Palibrk, Saša Mihajlović, Flyer, Mr Spiral czy Vladimir Nedeljković Nedelja. Kuhinja zajmuje się publikowaniem swojego własnego zinu oraz organizowaniem wystaw na terenie całej Serbii.
W Polsce 182 stronicowy komiks Pozdrowienia z Serbii wydała Fundacja Tranzyt.
W roku 2017 podpisał Deklarację o wspólnym języku Chorwatów, Serbów, Boszniaków i Czarnogórców.

## Styl
Komiksy Zografa skupiają się w głównej mierze na osobistych doznaniach autora, często związanych z wojną na Bałkanach. Jednym ze sposobów ucieczki od rzeczywistości otaczającej bohatera jego komiksów jest zanurzenie się w świecie fantazji. W jednym ze swoich komiksów (2007) ''Regards from Serbia'' Zograf przedstawia wojnę w Serbii w formie dziennika z wykorzystaniem fantastycznej i surrealistycznej estetyki, w formie snów. 
Wojenna rzeczywistość staje się chaotyczna, niespójna i irracjonalna. Forma całościowej narracji zostaje tu zastąpiona opisem fragmentarycznym. 
Z powodu częstego występowania u Zografa motywów fantazyjnych i onirycznych nazywa się go „Dream Watcher” (Obserwatorem Snów).

## Komiksy
- 1994 – Life Under Sanctions (Fantagraphics Books)[1]
- 1996 – Psychonaut 1-2 (Fantagraphics Books)
- 1999 – Psychonaut 3 (Monster Pants Comics/ Freight Films)
- 1997 – Flock of Dreamers (Kitchen Sink Press)
- 1999 – Dream Watcher (Slab-O-Concrete)
- 1999 – Bulletins from Serbia
- 2002 – Jamming with Zograf
- 2007 – Regards from Serbia (Top Shelf Productions)